# Монтування Добсона

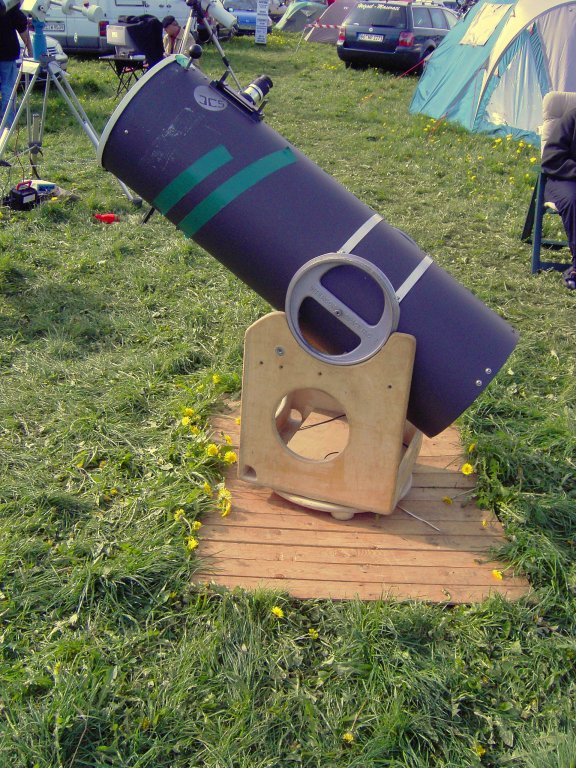
Аматорський телескоп на монтуванні Добсона

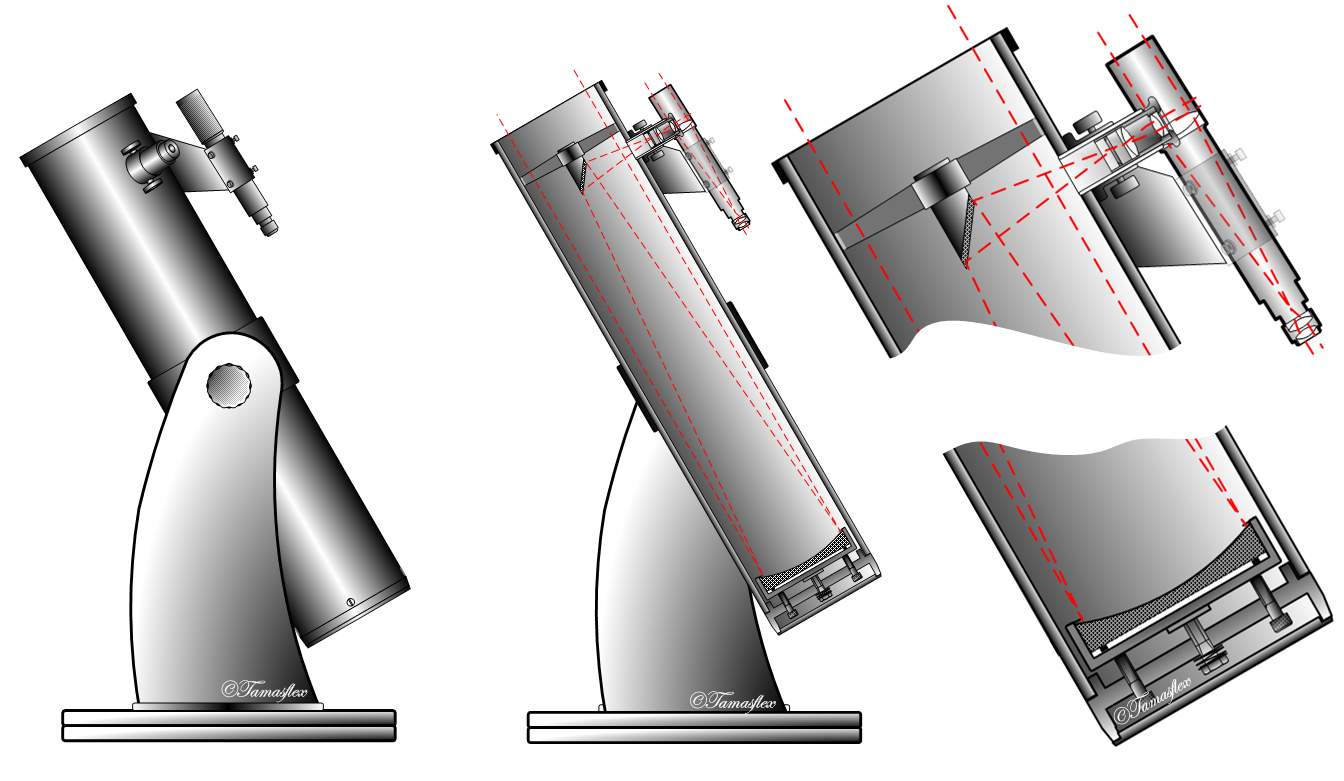
Телескоп Добсона

Монтування Добсона — тип альт-азимутального монтування для телескопа.
Свою назву отримало на честь американського астронома-аматора Джона Добсона, який вперше застосував його для своїх величезних за аматорськими мірками телескопів. Телескоп, установлений на таке монтування, називають телескопом Добсона або просто добом.
Монтування Добсона складається з двох частин: нерухомої основи і рухомої вилки. І те, й інше виготовляється з товстої фанери або ДСП. Як підшипники використовуються фторопластові бобишки, що ковзають по тонкому металевому листу. Труба телескопа на такому монтуванні розташовується низько, що дуже зручно для встановлення на нього телескопа системи Ньютона, в якого окуляр міститься у верхній частині труби. З іншими типами телескопів використовується вкрай рідко.
Монтування набуло популярності серед астрономів-аматорів завдяки простоті конструкції, доступності матеріалів і зручності використання. Для телескопів з діаметром об'єктива більше 200—300 мм у багатьох випадках монтування Добсона — єдиний можливий варіант установлення приладу. Телескоп Добсона можна дуже швидко навести на будь-яку точку неба, він не потребує інструменту для збирання і розбирання в польових умовах.
Класичний доб не має гвинтів тонких рухів і годинникового приводу, тому найчастіше використовується для спостереження небесних об'єктів, що не вимагають великих збільшень. Переважно, це галактики, зоряні скупчення і дифузні туманності. Для спостережень планет монтування Добсона придатне меншою мірою.
У першому десятилітті XXI століття деякі виробники аматорських телескопів почали випуск моторизованих монтувань Добсона. Такі монтування оснащуються двома електродвигунами для повертання труби за азимутому і за висотою, що дозволяє здійснювати годинникове спостереження за небесними об'єктами в їх добовому русі по небу. Деякі монтування такого типу (Go-to) дозволяють автоматично наводитися на небесні об'єкти, наявні в базі даних телескопа. Якщо на монтування встановлюється третій двигун для компенсації обертання поля зору («деротатор»), властивого альт-азимутальним монтуванням, то такий телескоп стає обмежено придатним також і для астрофотографії.